# UGC 4326
PGC 23405 = UGC 4326 ist eine Spiralgalaxie vom Hubble-Typ Sbc im Sternbild Giraffe am Nordsternhimmel. Sie ist schätzungsweise 214 Millionen Lichtjahre von der Milchstraße entfernt. Gemeinsam mit drei anderen Galaxien bildet sie die Galaxiengruppe „LGG 155“.

## UGC 4326-Gruppe (LGG 155)
| Galaxie   | Alternativname | Entfernung/Mio. Lj |
| --------- | -------------- | ------------------ |
| PGC 23405 | UGC 4326       | 214                |
| UGC 4098  | PGC 22301      | 224                |
| UGC 4195  | PGC 22930      | 222                |
| UGC 4243  | PGC 23405      | 226                |